# Американский пейл-эль
Американский пейл-эль (англ. American Pale Ale, в переводе с англ. — «американский бледный эль», сокращ. APA («Эй-пи-эй») — это стиль пейл-эля, созданный в США примерно в 1980 году.
APA имеют крепость около 5 % и содержат значительное количество американского хмеля, обычно сорта Cascade. Хотя в американском пиве обычно используются более чистые дрожжи и американский двухрядный солод, именно американский хмель отличает APA от британских или европейских пейл-элей. Этот стиль близок к американскому IPA, границы между ними размыты, хотя IPA более крепкий и охмелённый сорт. Этот стиль также близок к янтарному элю, хотя он темнее и солодовее из-за использования кристаллического солода.

## История
Anchor Liberty Ale, эль крепостью 6 %, сваренный Anchor Brewing Company в 1975 году был признан Майклом Джексоном первым современным американским элем. Фриц Майтаг, владелец Anchor Brewing Company, посетил британские пивоварни в Лондоне, Йоркшире и Бертоне-на-Тренте, где собрал информацию о крепких светлых элях, которую использовал при изготовлении американской версии, используя только солод, а не сочетание солода и сахара, распространенное в пивоварении в то время, и широко используя американский хмель Cascade. Пиво было популярным и стало привычным в 1983 году.

## Стили

### American Pale Ale
American Pale Ale (APA) (рус. американский бледный эль) — стиль пива, которое имеет среднюю крепость (около 5 %) и сварено с использованием значительного количества американского хмеля (Amarillo, Apollo, Cascade, Centennial, Chinook, Citra, Columbus, El Dorado, Magnum, Mosaic, Nugget, Sabro, Simcoe, Summit, Talus, Zappa, Zeus и др.), хотя в настоящее время при его производстве в разных странах мира может использоваться любой хмель. В сугубо американских версиях этого стиля используются более чистые дрожжи и американский двухрядный солод. В отличие от IPA, APA представляет собой светлый охмеленный эль, в котором общий вкусовой баланс обеспечивает гораздо лучшую питкость. В настоящее время данный стиль близок к американскому IPA и их границы довольно размыты. Стиль также близок к янтарному элю.

### New England Pale Ale
New England Pale Ale (NEPA) (рус. бледный эль Новой Англии) — стиль пива, представляющий собой нефильтрованный мутный эль, в котором карамельный солодовый вкус традиционных светлых элей заменен на вкус овсяного солода. Хмелевая горечь в нём сводится до минимума. Вкус хмелей в данном стиле переплетается с фруктовыми эфирами дрожжей Новой Англии, ферментированных при более высоких, чем обычно, температурах. Содержание алкоголя 4-5 %.

### New England American Pale Ale
New England American Pale Ale (NEAPA) (рус. американский бледный эль Новой Англии) — распространенный в регионе Новая Англия на северо-востоке США (штаты Мэн, Вермонт, Нью-Гемпшир, Массачусетс, Коннектикут и Род-Айленд) местный аналог стиля American Pale Ale (APA).